# Броварський ліс
Броварський ліс — ландшафтний заказник місцевого значення в Україні. Розташований в Деснянському районі Києва.

## Історія
Заказник був створений рішенням Київської міської ради № 7299/7340 від 9.11.2023.

## Опис
Розташований на території Броварського лісництва (Квартали 70 (виділи 4, 5, 8-12, 14-17, 20 повністю, виділи 2, 3, 6, 13, 19, 21, 23-26 частково), 71 (виділ 4 повністю, 1-3, 7, 12, 14, 17, 20 частково), 77 (виділи 3, 5, 26 повністю, 4-24, 27-31 частково), 78 (виділи 3, 9 повністю, 2, 4-7, 10 частково). Перебуває у віданні Броварського лісництва комунального підприємства «Дарницьке лісопаркове господарство».
Площа заказника 125 га. 

## Рослинний та тваринний світ
При дослідженні цих лісових кварталів виявили низку представників флори та фауни, які занесені до Червоної книги України та Резолюції 6 Бернської конвенції. 
Флора: лілія лісова, підсніжник білосніжний, сон розкритий, багатоніжка звичайна, листочня кучерява, спарасис кучерявий.
Фауна: мідянка звичайна, плоскотілка червона, чапля велика біла, болотна черепаха європейська, кумка червоночерева, жовна сива, плоскотілка червона.